# V340 Близнецов
V340 Близнецов (лат. V340 Geminorum, HD 57267) — тройная звезда в созвездии Близнецов на расстоянии приблизительно 1 492 световых лет (около 457 парсек) от Солнца. Видимая звёздная величина звезды — от +7,86m до +7,62m.

## Характеристики
Первый компонент — жёлтая вращающаяся переменная звезда типа BY Дракона (BY:) или эруптивная переменная звезда типа RS Гончих Псов (RS) спектрального класса G0, или G0III, или G2V, или G2III, или G5III, или G8III. Масса — около 3,672 солнечных, радиус — около 25,457 солнечных, светимость — около 244,15 солнечных. Эффективная температура — около 4964 К.
Второй компонент. Орбитальный период — около 36,24 суток.
Третий компонент — коричневый карлик. Масса — около 18,7 юпитерианских. Удалён в среднем на 2,307 а.е..